# Верхняя (Ивано-Франковская область)
Ве́рхняя (укр. Верхня) — село в Калушском районе Ивано-Франковской области Украины. Административный центр Верхнянской сельской общины.
Население по переписи 2001 года составляло 2605 человек. Почтовый индекс — 77324. Телефонный код — 3472.

## Известные уроженцы
- Станислав Скварчиньский (1888—1981) — польский военачальник.
- Марьян Закальницкий (род. 1994) — чемпион Европы по спортивной ходьбе.